# Odel
Odel (eigen schrijfwijze: O▷ΞL en ODEL) is het eerste  beursgenoteerde detailhandelsbedrijf in Sri Lanka. Begonnen als een enkele kledingwinkel ontwikkelde Odel zich in de loop der jaren tot het eerste warenhuis in het land. 

## Geschiedenis
In 1989 startte  Otara Gunewardene met de verkoop van fabrieksoverschotten en kleding uit haar kofferbak aan familie en vrienden. 
Gunewardene registreerde de naam Odel (de naam is gebaseerd op haar eigen naam, Otara Del Gunawardene) als een besloten vennootschap met beperkte aansprakelijkheid op 31 oktober 1990 en opende de eerste winkel op Dickmans Road in Colombo met een oppervlakte van 37 m². In 1994 openden het bedrijf zijn tweede winkel in Majestic City en in 1995 had het bedrijf in totaal negen winkels in stadshotels en winkelcentra in heel Colombo. 
In 1996 opende Odel een 930 m² vlaggenschipwinkel in Alexandra Place, Colombo, die in 2000 werd uitgebreid tot 3.700 m². In 2005 opende het bedrijf een winkel in de vertrek-/transitlounge van Bandaranaike International Airport, Katunayake, als onderdeel van een uitbreiding van de lichthaven. Odel opende nog twee winkels in Kohuwela en Ja-Ela.
In 2009 werden nog eens drie winkels geopend in Nugegoda, Mount Lavinia en Moratuwa. Het jaar daarop opende het bedrijf nog eens drie winkels in Panadura, Maharagama en Battaramulla. Op 24 februari 2010 werd de ondernemingsvorm omgezet naar een naamloze vennootschap en in juli 2010 werd Odel het eerste moderetailbedrijf dat werd genoteerd aan de Colombo Stock Exchange. 
In 2012 opende het bedrijf winkels in Wattala, Kiribathgoda en in het winkelcentrum Kandy City Center, de eerste winkel buiten de Westelijk Provincie. Odel lanceerde ook Luv SL - een conceptstore met stijlvolle souvenirs en producten voor de lokale bevolking en toeristen - en opende Luv SL-winkels in het Queen's Hotel, Kandy en het winkelgebied Old Colombo Dutch Hospital.
In juli 2012 kocht Parkson Retail Asia Limited een belang van 41,82 procent in het bedrijf voor Rs 1,424 miljard.
In september 2014 verkocht Gunewardene haar meerderheidsbelang in Odel PLC aan de Softlogic Group voor LKR 2,7 miljard. Softlogic heeft vervolgens zijn aandeelhouderschap vergroot en had op 30 juni 2016 een belang van 96,67 procent in het bedrijf. 